# إل جي برادا II
إل جي برادا II (بالإنجليزية: LG Prada II)‏ هو هاتف محمول من إل جي أليكترونيكس تم الكشف عنه في 13 أكتوبر 2008، تم طرحه في الأسواق في ديسمبر 2008.

## الخصائص
- الكاميرا الخلفية: 5 ميجابكسل
- الشاشة: شاشة لمس إل سي دي 240 × 400
- الوزن: 130 غرام